# Elecciones parlamentarias de Uzbekistán de 1994-1995

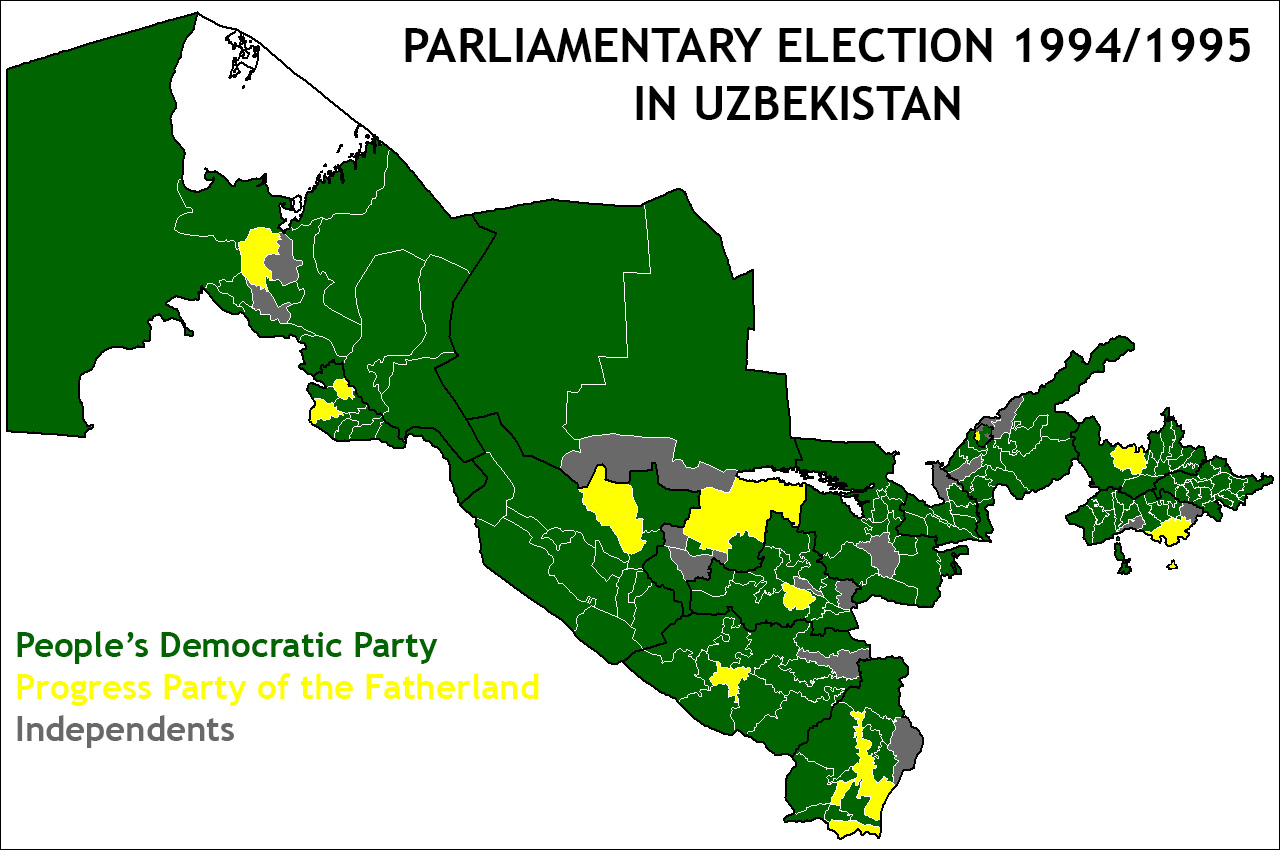
Resultados 1994-1995.

Las elecciones parlamentarias de Uzbekistán fueron realizadas el 25 de diciembre de 1994, con una segunda vuelta realizada en 39 circunscripciones, el 8 de enero de 1995 y otras 7 circunscripciones el 22 de enero. La elección fue disputada por 634 candidatos, 250 nominados por los consejos locales, 243 militantes del Partido Democrático Popular de Uzbekistán (PDPU), y 141 militantes del Partido Progresista de la Patria. El triunfador de estas elecciones fueron los candidatos nominados por los consejos locales (de los cuales 120 habían pertenecido al PDPU), mientras que el Partido Democrático Popular emergió como el partido político con mayor cantidad de representantes.
La participación electoral fue de un 93.6%.

## Resultados
| Partido                                   | Votos      | %   | Escaños |
| ----------------------------------------- | ---------- | --- | ------- |
| Candidatos nominados por el Consejo local |            |     | 167     |
| Partido Democrático Popular de Uzbekistán |            |     | 69      |
| Partido Progresista por la Patria         |            |     | 14      |
| Votos en blanco/nulos                     | –          | –   |         |
| Total                                     | 10.592.896 | 100 | 250     |
| Fuente: Nohlen et al.                     |            |     |         |